# Diogo de Alfaro
Diogo de Alfaro foi um médico português.

## Biografia
Conhecido como Doutor da Cabeleira, assim se chamou por nascer em Alfaro, vila de Castela. D. João III de Portugal lhe deu Armas Novas em 1535, além do apelido, que se nobilitou, o que fez por ser grande letrado e acudir ao seu serviço com pontualidade, mostrando-se muito prático e douto na Medicina, e porque, sendo Hebreu de nascimento, converteu-se ao Cristianismo.
Além de Médico da Corte de D. João III, foi também Médico do Hospital de Todos os Santos, em Lisboa. São Armas de sua Família: de vermelho, com três pescoços e suas cabeças de serpente de prata, enfeixados e atados de ouro, e a cabeça do meio montante, as dos lados em fugida; timbre: os pescoços e cabeças de serpe do escudo.